# Tomomi Kasai
Tomomi Kasai (河西 智美 Kasai Tomomi?,  Fuchū, Tokio, Japón, 16 de noviembre de 1991) es una idol, cantante y actriz japonesa, conocida por haber sido miembro del grupo AKB48, donde formó parte del equipo A. Kasai tuvo un papel recurrente en la serie de televisión Kamen Rider W, en la que apareció junto con Tomomi Itano, una de sus compañeras de AKB48. Con Itano, también formó la subunidad Queen & Elizabeth.
El 10 de noviembre de 2012, se anunció que Kasai haría su debut en solitario. Su primer sencillo, "Masaka", fue lanzado el 26 de diciembre de 2012. El 17 de diciembre de 2012, Kasai anunció que dejaría AKB48. Su ceremonia de despedida tuvo lugar el 3 de mayo de 2013.

## Carrera
En 2007, Kasai dio voz al personaje de Aoi en la serie de anime ICE y apareció en la película Densen Uta. En 2008, formó junto a Tomomi Itano un dúo llamado Summer Lips, en el que lanzó un sencillo. En 2009, participó en los grupos temporales Nattō Angels y AKB Idoling!!!, este último una colaboración entre AKB48 y Idoling!!!. En 2010, interpretó el papel recurrente de Elizabeth en la serie de televisión Kamen Rider W, formando nuevamente para esta ocasión su dúo con Itano, ahora conocido como Queen & Elizabeth, e interpretando la banda sonora. También dio voz a un personaje secundario en Digimon Xros Wars.
En diciembre de 2012, Kasai anunció que había decidido abandonar AKB48 para continuar una carrera en solitario. Ese mismo mes, lanzó su primer sencillo, "Masaka", el cual vendió un total de 44.982 copias. Su graduación de AKB48 tuvo lugar el 3 de mayo de 2013, fecha en la que se retiró oficialmente de la banda. Su segundo sencillo, "Mine", fue lanzado el mismo mes y vendió 22.417 copias. En febrero de 2013, Kasai lanzó su tercer sencillo, titulado "Kietaikurai", el cual ocupó el quinto lugar en la listas de Oricon y vendió 13.697 copias.

## Polémica
A comienzos de 2013, Kasai se vio envuelta en una controversia tras revelarse una fotografía en la que aparece en toples con un niño pequeño cubriendo sus pechos por detrás. Dicha fotografía iba a ser publicada en la revista Young Magazine de Kōdansha el 4 de febrero, como parte de una colección de fotos. Kōdansha y el periódico Sanspo recibieron quejas de parte de lectores y miembros de la comunidad de Internet, con algunos usuarios expresando su disgusto sobre la fotografía al considerarla un tipo de pornografía infantil. De hecho, en Japón se considera que cualquier foto que represente a un niño tocando los senos o órganos sexuales de otra persona se define como pornografía infantil. Kōdansha eliminó la fotografía de la colección y pospuso la venta de la revista desde el 12 hasta el 21 de enero.

## Filmografía

### Televisión
- ICE como Aoi
- Kamen Rider W como Elizabeth
- Digimon Xros Wars como Bastemon (voz)
- Meshibana Keiji Tachibana (2013) como Muranaka

### Películas
- Densen Uta (2007) como Asuka Kumoi
- Kamen Rider × Kamen Rider W & Decade: Movie War 2010 (2009) como Elizabeth
- Kamen Rider W Forever: A to Z/The Gaia Memories of Fate (2010) como Elizabeth
- Kamen Rider × Kamen Rider OOO & W Featuring Skull: Movie War Core (2010) como Elizabeth

## Discografía

### Sencillos en solitario
- "Masaka" (まさか?)
- "Mine"
- "Kietaikurai" (キエタイクライ?) (2014)
- "Ima Sara Sara" (今さらさら?)

### Álbumes
- "STAR-T!"

### con AKB48
| Año  | Número | Título                                           | Rol                                    | Notas                                                    |
| ---- | ------ | ------------------------------------------------ | -------------------------------------- | -------------------------------------------------------- |
| 2006 | 1      | "Aitakatta"                                      | Lado A                                 | Debut con el Equipo K.                                   |
| 2007 | 2      | "Seifuku ga Jama o Suru"                         | Lado A                                 |                                                          |
| 2007 | 3      | "Keibetsu Shiteita Aijō"                         | Lado A                                 |                                                          |
| 2007 | 4      | "Bingo!"                                         | Lado A                                 |                                                          |
| 2007 | 5      | "Boku no Taiyō"                                  | Lado A                                 |                                                          |
| 2007 | 6      | "Yūhi o Miteiru ka?"                             | Lado A                                 |                                                          |
| 2008 | 7      | "Romance, Irane"                                 | Lado A                                 |                                                          |
| 2008 | 8      | "Sakura no Hanabiratachi 2008"                   | Lado A                                 |                                                          |
| 2008 | 9      | "Baby! Baby! Baby!"                              | Lado A                                 |                                                          |
| 2008 | 10     | "Ōgoe Diamond"                                   | Lado A                                 |                                                          |
| 2009 | 11     | "10nen Sakura"                                   | Lado A                                 | También cantó en "Sakurairo no Sora no Shita de"         |
| 2009 | 12     | "Namida Surprise!"                               | Lado A                                 |                                                          |
| 2009 | 13     | "Iiwake Maybe"                                   | Lado A                                 | Número 10 en elecciones generales                        |
| 2009 | 14     | "River"                                          | Lado A                                 |                                                          |
| 2010 | 15     | "Sakura no Shiori"                               | Lado A                                 | Primer sencillo como miembro del Equipo B                |
| 2010 | 16     | "Ponytail to Shushu"                             | Lado A                                 | También cantó en "Majijo Teppen Blues"                   |
| 2010 | 17     | "Heavy Rotation"                                 | Lado A                                 | Número 12 en elecciones generales                        |
| 2010 | 18     | "Beginner"                                       | Lado A                                 | También cantó en "Kimi ni Tsuite"                        |
| 2010 | 19     | "Chance no Junban"                               | Lado A                                 |                                                          |
| 2011 | 20     | "Sakura no Ki ni Narō"                           | Lado A                                 | También cantó en "Kiss Made 100 Mile"                    |
| 2011 | --     | "Dareka no Tame ni - What can I do for someone?" | -                                      | Sencillo de caridad                                      |
| 2011 | 21     | "Everyday, Katyusha"                             | Lado A                                 | También cantó en "Korekara Wonderland" y "Yankee Soul".  |
| 2011 | 22     | "Flying Get"                                     | Lado A                                 | Número 16 en elecciones generales                        |
| 2011 | 23     | "Kaze wa Fuiteiru"                               | Lado A                                 |                                                          |
| 2011 | 24     | "Ue kara Mariko"                                 | Lado A                                 |                                                          |
| 2012 | 25     | "Give Me Five!"                                  | Lado A (Baby Blossom), Special Girls B |                                                          |
| 2012 | 26     | "Manatsu no Sounds Good!"                        | Lado A                                 |                                                          |
| 2012 | 27     | "Gingham Check"                                  | Lado A                                 | Número 12 en elecciones generales                        |
| 2012 | 28     | "Uza"                                            | Lado B                                 | Cantó en "Kodoku na Hoshizora" como parte del equipo A.  |
| 2012 | 29     | "Eien Pressure"                                  | Lado B                                 |                                                          |
| 2013 | 30     | "So Long!"                                       | Lado B                                 |                                                          |
| 2014 | 36     | "Labrador Retriever"                             | Lado B                                 | Participó en "Kyō made no Melody" como miembro graduada. |

### Con SKE48
| Año  | Número | Título         | Papel  | Notas                                          |
| ---- | ------ | -------------- | ------ | ---------------------------------------------- |
| 2016 | 19     | "Chicken Line" | Lado B | Cantó en "Tabi no Tochū" como miembro graduada |

### con Queen & Elizabeth
- "Love Wars" (banda sonora de Kamen Rider W)